# Polynormande 2025
De 45e editie van de wielerwedstrijd Polynormande vond plaats op 17 augustus 2025. De 112 deelnemers startten in Avranches en finishten 168,9 kilometer later in Saint-Martin-de-Landelles. De wedstrijd maakte deel uit van de UCI Europe Tour, met de categorie 1.1, en de Coupe de France. De Fransman Nicolas Prodhomme won na een solo, voor zijn landgenoten Sandy Dujardin en Axel Mariault.

## Uitslag
| Plaats  | Naam               | Ploeg                             | Tijd     |
| ------- | ------------------ | --------------------------------- | -------- |
| Winnaar | Nicolas Prodhomme  | Decathlon AG2R La Mondiale        | 3u53'16" |
| 2       | Sandy Dujardin     | TotalEnergies                     | + 31"    |
| 3       | Axel Mariault      | CIC-U-Nantes                      | z.t.     |
| 4       | Nicolas Breuillard | St Michel-Preference Home-Auber93 | z.t.     |
| 5       | Mathis Le Berre    | Arkéa-B&B Hotels                  | + 35"    |
| 6       | Emilien Jeannière  | TotalEnergies                     | + 1'47"  |
| 7       | Giovanni Lonardi   | Polti VisitMalta                  | z.t.     |
| 8       | Luca Mozzato       | Arkéa-B&B Hotels                  | z.t.     |
| 9       | Paul Lapeira       | Decathlon AG2R La Mondiale        | z.t.     |
| 10      | Giacomo Villa      | Wagner Bazin WB                   | z.t.     |
| 11      | Francisco Galván   | Kern Pharma                       | z.t.     |
| 12      | Alexandre Delettre | TotalEnergies                     | z.t.     |
| 13      | Emmanuel Morin     | Van Rysel Roubaix                 | z.t.     |
| 14      | Filippo Magli      | VF Group-Bardiani CSF-Faizanè     | z.t.     |
| 15      | Xabier Berasategi  | Euskaltel-Euskadi                 | z.t.     |
| 16      | Gotzon Martín      | Euskaltel-Euskadi                 | z.t.     |
| 17      | Sylvain Moniquet   | Cofidis                           | z.t.     |
| 18      | Simon Guglielmi    | Arkéa-B&B Hotels                  | z.t.     |
| 19      | Alexander Konijn   | Nice Métropole Côte d'Azur        | z.t.     |
| 20      | Romain Cardis      | St Michel-Preference Home-Auber93 | z.t.     |

Sjabloon:Navigatie Polynormande